# Nobel (film)
Nobel è un film italiano del 2001 diretto da Fabio Carpi.

## Trama
Alberto, uno scrittore italiano, ha vinto il Nobel per la letteratura. Deve dunque recarsi a Stoccolma per ritirare il premio, ma decide di non prendere l'aereo, optando per un lungo viaggio in macchina: a guidare il mezzo è Alessandro, un giovane giornalista.